# Kristan Bromley
Kristan Bromley (Waterfoot, 7 marzo 1972) è un ex skeletonista britannico, campione mondiale ad Altenberg 2008 nonché vincitore di due trofei di Coppa del Mondo nel 2003/04 e nel 2007/08).
É coniugato con l'ex skeletonista Shelley Rudman.

## Biografia
Pratica lo skeleton dal 1996 per la squadra nazionale britannica, debuttando in Coppa del Mondo nella penultima tappa della stagione 1995/96, il 27 gennaio 1996 a Winterberg, dove si piazzò al ventottesimo posto; centrò il suo primo podio nonché la sua prima vittoria il 27 novembre 1999 a Calgary, imponendosi nel singolo. Ha vinto la classifica generale nelle stagioni 2003/04 e 2007/08 e detiene in totale sei vittorie di tappa e 17 podi conquistati in carriera.
Ha partecipato a quattro edizioni giochi olimpici invernali: a Salt Lake City 2002 si piazzò in tredicesima posizione, a Torino 2006 ottenne il quinto posto; a Vancouver 2010 fu invece sesto e a Soči 2014 concluse la prova in ottava posizione, in quella che fu l'ultima gara della sua carriera agonistica.
Prese inoltre parte a ben quattordici edizioni consecutive dei campionati mondiali a partire da Lake Placid 1997 sino a Sankt Moritz 2013, vincendo in totale una medaglia d'oro, conquistata nel singolo ad Altenberg 2008; nella competizione a squadre fu invece quarto a Schönau am Königssee 2011.
Ha altresì vinto tre titoli europei, ottenuti ad Altenberg 2004, ad Altenberg 2005 e a Cesana Torinese 2008 più un ulteriore argento continentale.
È stato il primo atleta nella storia dello skeleton ad aver vinto il titolo mondiale, quello europeo e il trofeo di coppa del Mondo nella stessa stagione, il 2007/2008. Annunciò ufficialmente il proprio ritiro dall'attività agonistica a settembre del 2015.

## Altre attività
Laureatosi nel 1994 in ingegneria dei materiali presso l'Università di Nottingham, nel 2007 Bromley ha fondato con il fratello Richard l'azienda Bromley Technologies Ltd., con sede a Rotherham nel South Yorkshire, dedicata alla costruzione e alla vendita di slitte per lo skeleton, con le quali ha gareggiato lui stesso durante la sua carriera.

## Palmarès

### Mondiali
- 1 medaglia:
  - 1 oro (singolo ad Altenberg 2008).

### Europei
- 4 medaglie:
  - 3 ori (singolo ad Altenberg 2004; singolo ad Altenberg 2005; singolo a Cesana Torinese 2008);
  - 1 argento (singolo ad Sankt Moritz 2009).

### Coppa del Mondo
- Vincitore della classifica generale nel 2003/04 e nel 2007/08.
- 17 podi (tutti nel singolo):
  - 6 vittorie;
  - 8 secondi posti;
  - 3 terzi posti.

#### Coppa del Mondo - vittorie
| Data             | Luogo        | Paese       | Disciplina |
| ---------------- | ------------ | ----------- | ---------- |
| 27 novembre 1999 | Calgary      | Canada      | singolo    |
| 29 novembre 2003 | Calgary      | Canada      | singolo    |
| 6 dicembre 2003  | Lake Placid  | Stati Uniti | singolo    |
| 23 gennaio 2004  | Lillehammer  | Norvegia    | singolo    |
| 15 febbraio 2004 | Altenberg    | Germania    | singolo    |
| 25 gennaio 2008  | Sankt Moritz | Svizzera    | singolo    |